# Johanna Schell

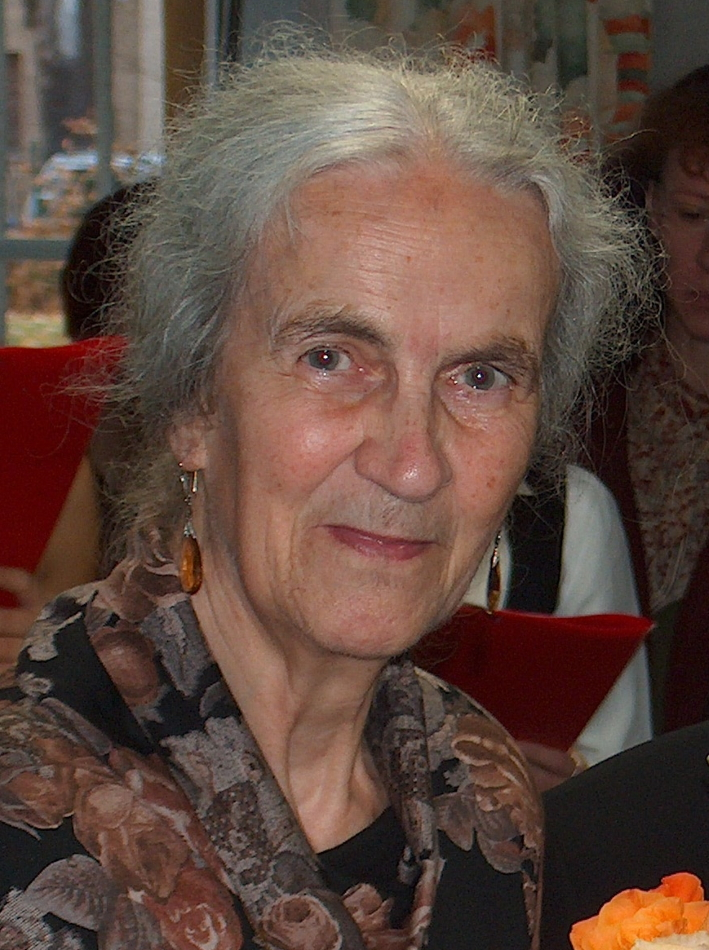
Johanna Schell im Oktober 2006

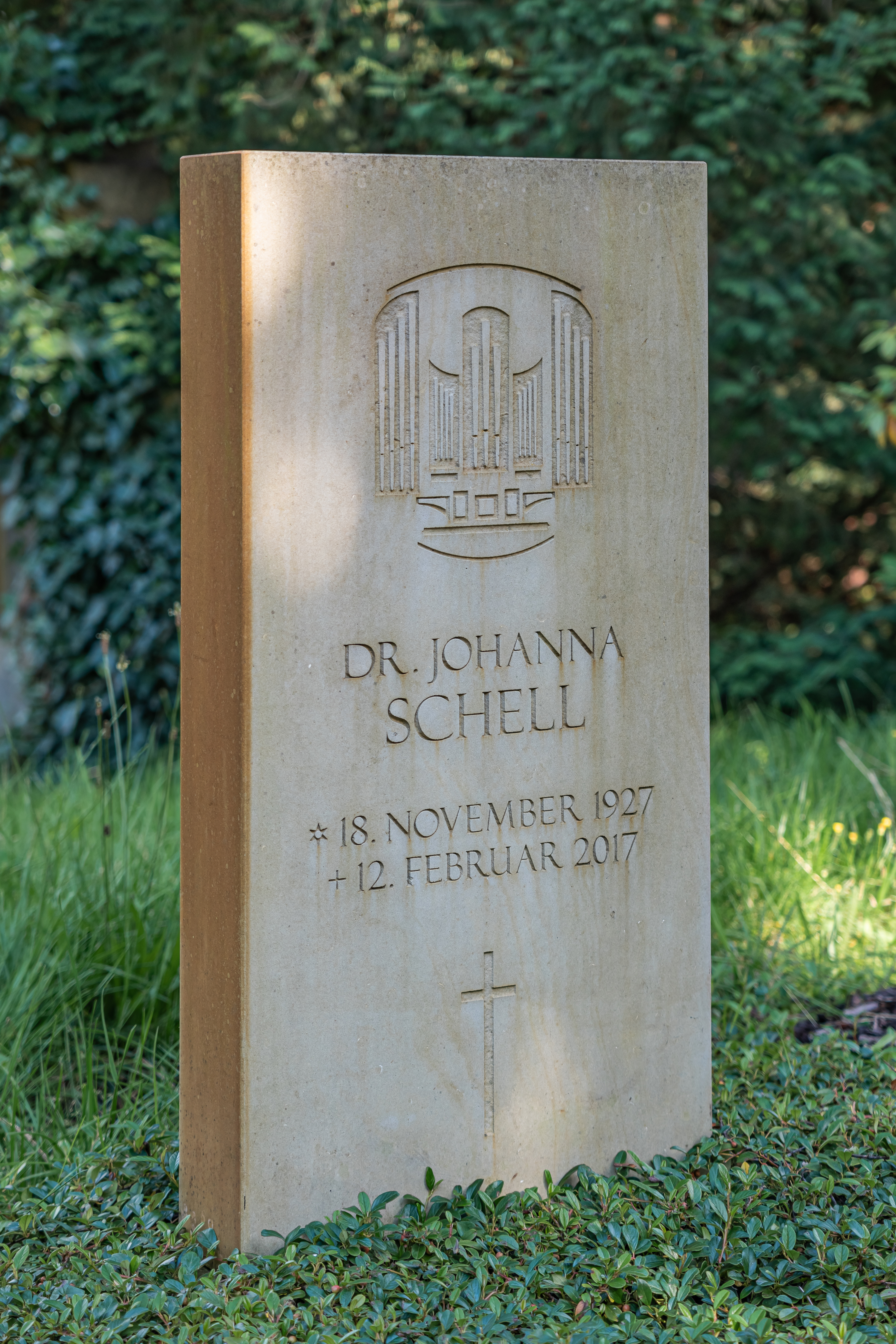
Grabstein auf dem Neuen Friedhof Potsdam

Johanna Schell (* 18. November 1927 in Erfurt; † 12. Februar 2017 in Potsdam) war eine deutsche Pädagogin der Kirchenmusik und Organistin an der katholischen Pfarrkirche St. Peter und Paul in Potsdam.

## Leben und Wirken
Johanna Schell erhielt den ersten Orgelunterricht beim damaligen Erfurter Domorganisten Heinrich Stockhorst, den sie in den Nachkriegsjahren auch häufiger zu Gottesdiensten vertrat. Nach ihrem Abitur begann sie 1947 ein Studium der Kirchenmusik an der Hochschule für Musik in Berlin-Charlottenburg (bei Joseph Ahrens), das sie 1951 mit dem Staatsexamen abschloss. Bereits 1950 nahm sie die Stelle als Organistin und Chorleiterin an der katholischen Gemeinde St. Peter und Paul in Potsdam an und blieb dort 37 Jahre tätig. Dazu verlegte sie ihren Wohnsitz von West-Berlin nach Potsdam. 1954 nahm sie an der Freien Universität Berlin ein Studium der Musikwissenschaft und der Philosophie auf und promovierte dort im Juli 1961 zur Dr. phil.
Nach dem Mauerbau im August 1961 musste die kirchenmusikalische C-Ausbildung für Chorleiter und Organisten im Nebenamt für den Ostteil des katholischen Erzbistums Berlin neu organisiert werden. Das übernahm Johanna Schell und unterrichtete allein, später mit anderen Lehrkräften von 1961 bis 1998 insgesamt etwa 150 Schüler. Außerdem war sie schon seit 1959 Orgelsachverständige für den schon genannten Bereich. Dazu beriet sie Kirchgemeinden bei Orgelneubauten oder größeren Reparaturen (Erstellung von Dispositionen; Überprüfung von Gutachten und Kostenvoranschlägen; Orgelabnahmen). Ein weiteres Anliegen war für sie die Organisation von Fortbildungstagungen für katholische Kirchenmusiker der DDR unter Einbindung von westdeutschen Kollegen.
Nach dem Erreichen des gesetzlichen Ruhestandes war Johanna Schell bis 1998 noch weitere elf Jahre mit überregionalen Aufgaben betraut. Danach blieb sie weiter Organistin, musste aber gesundheitsbedingt das Arbeitspensum zurücknehmen und spielte vor allem an der Orgel der St.-Josefs-Kapelle in Potsdam.
Ihr Grab befindet sich auf dem Neuen Friedhof Potsdam.

## Ehrenamt
Johanna Schell war in folgenden Gremien tätig:
- Mitglied der Konsultorenkonferenz für Kirchenmusik
- dabei Vorbereitung und Umsetzung des katholischen Gebet- und Gesangbuches „Gotteslob“ von 1975
- Organisatorin der Tagungen für Kirchenmusiker der DDR

## Ehrungen und Auszeichnungen
- 1988: Päpstliches Ehrenkreuz „Pro Ecclesia et Pontifice“
- 1999: Silberne Hedwigsmedaille des Erzbistums Berlin
- 2002: Ehrenmitglied des Kirchenmusikverbandes im Erzbistum Berlin
- 2003: Orlando-di-Lasso-Medaille des Allgemeinen Cäcilien-Verbandes
- 2015: Verdienstmedaille des Verdienstordens der Bundesrepublik Deutschland

## Publikationen (Auswahl)
- Ästhetische Probleme der Kirchenmusik im Lichte der Enzyklica Papst Pius’ XII. „Musicae Sacrae Disciplina“. Diss. Phil. Fak. der FU Berlin, Juli 1961, 251 S.
- Meßgesänge für Kinder.  Mit Vorwort, zsgest. v. Dieter Grande. Musikal. Gestaltung: Kurt Glaßl, Esther Feuer u. Johanna Schell. Texte: Alexander Ziegert. Düsseldorf 1972, Lizenzausg. d. St.-Benno-Verlag; Erstausgabe Leipzig 1971, 31 S.
- Mein Gott, welche Freude! T. 1: Hausmusikausgabe. Mit Sätzen von.... Johanna Schell. Leipzig 1987, 103 S.
- Gesamtdeutsche Kirchenmusikertagungen in Ostberlin (1972–1990). In: Informationen, Nr. 43, 1990, H. 2, S. 26–42.
- Die vier Spee-Lieder im neuen Evangelischen Gesangbuch. In: Spee-Jahrbuch, H. 1, Trier 1994, S. 69–86.
- Kirchenmusik in der DDR. In: Kirchenmusik. Jahrb., 83, 1999, 2000, S. 7–27.
- Kirchenmusikdirektor Wilhelm Kümpel aus Erfurt – Nachruf. In: WerkGemeinschaft Musik e. V., 57, 2000/2001, 46–48.
- Joseph Ahrens (1904–1997) im Spannungsfeld der Liturgiereform des II. Vatikanischen Konzils. In: Kirchenmusik. Jahrb., 86, 2002, S. 59–72.